# Lola & Virginia
Lola & Virginia foi uma série animada de televisão produzida em 2006 pela Icon Animation (País Basco), Imira Entertainment (Espanha) e Millimages (França),  na qual conta a história da vida de duas adolescentes rivais chamadas de Lola e Virginia.<
Lola é uma simpática menina de 12 anos e de classe média que tem como principal inimiga Virginia, que é uma menina rica, egoísta, convencida e mimada que tem tudo o que Lola sempre sonhou, e o principal objetivo de Virginia é apenas humilhar Lola. Virginia sempre consegue tudo o que quer, mas no final Lola sempre vence. No Brasil foram lançados DVDs de Lola & Virginia pela Focus Filmes. Em Portugal, a série foi exibida no Canal Panda em 2008 e desde 2010 que é exibida pela RTP2. 

## Personagens

### Lola
A protagonista. Lola é de classe média, mora num apartamento com sua mãe e seus dois irmãos pequenos. Lola não suporta Virginia, e ao contrário dela, é simpática, simples, otimista e divertida. Apesar disso, vive tentando desmascarar Virginia e no início sempre se dá mal, mas depois vira o jogo. Lola é apaixonada por Charley, e por conta disso vive disputando-o com Virginia. Sua mãe trabalha como atendente de caixa num supermercardo. Lola é baixinha, acima do peso, usa um vestido vermelho, usa óculos e tem o cabelo curto e preto, faz aniversário no dia 15 de maio. 

### Virginia
A antagonista. Virginia tem tudo que Lola sempre quis ter: riqueza, beleza, namorados, boas notas. Apesar disso, Virginia é mimada, fresca, mandona, egoísta, metida, convencida, interesseira e detesta animais. Seus pais são podres de ricos, por conta disso estão sempre disponíveis para ela e dão a ela tudo o que ela quiser. Virginia sempre consegue o que quer, mesmo que para isso tenha que fazer birrinhas, se passar por vítima e contar mentiras. Sua melhor amiga é Beatrice, com quem ela conta para armar contra Lola. Muitas vezes Virginia usa Beatrice, mas esta não percebe e sempre a apoia em seus atos. Virginia é alta, magra, loira, tem olhos azuis e geralmente usa uma jaqueta preta com uma calça jeans e um óculos em cima da cabeça, faz aniversário no dia 27 de dezembro.
Nota: A personagem representa o estereótipo da menina que tem tudo. O facto de ela ser mimada, egoísta, ignorante, atrevida, intrometida, pouco inteligente e o facto de ter pais ricos são factos que fazem parte do estereótipo.

### Haidê
A melhor amiga de Lola. Sempre ajuda Lola e é apaixonada por Chuck.

### Poppy
Poppy é outra amiga de Lola. Ela usa um top rosa com uma caveira e também é considerada em conjunto com Lola.

### Agi e Yukio
Os gêmeos gênios de San Lorenzo Alto. Eles são muitas vezes vistos criando robôs e outros Gadgets. Eles têm sido vistos geralmente em conjunto, mesmo em viagens à Floresta Amazônica ou ao Deserto de Gobi.

### Beatrice
Uma das amigas de Virginia. É sempre vista com Virginia e ajudando-a em esquemas para embaraçar Lola. Também é vista 
brevemente ajudando Lola (mas só para conseguir a amizade de Virginia de volta) no episódio Família do Barulho.

### Lucas
A bola rasteira. Seus melhores amigos são Charley e Chuck. Também foi pago por Virgínia, em um episódio para representar o papel de Marco Amore e fazer Lola ficar triste, mas ela descobriu sobre o regime de Virgínia e apanharam-no a vestir-se como Marco e tomar a casa de Lola, e termina com o bolo que "Marco" atirou no rosto de Lola.

### Chuck
Um dos amigos de Lola. Seus melhores amigos são Lucas e Charley. Haide é caidinha por ele e usa Lola para datá-lo, um segredo que fora revelado e motivou Haide a romper a sua amizade com Lola.

### Charley
O menino mais bonito da escola de San Lorenzo. Os seus melhores amigos são Chuck e Lucas, é apaixonado por skate, Lola e Virginia são apaixonadas por ele (o que causa a maioria de suas brigas). No episódio "Coração Gelado", Charley esquece sua pulseira na sala de aula e Virginia acaba encontrando-a, assim chantagea Charley para que ele a beije ou não terá sua pulseira de volta.

### Suzie
Uma das amigas de Lola. Ela tem um irmão mais velho, que antigamente Lola e Virginia eram caidinhas por ele. Ela é vista enforcando Lola e alguns de seus outros colegas.

### Marco
É um garoto da escola de San Lorenzo. Ele acredita em contos de fada e é muito infantil, acredita em Papai Noel, duendes e em magia.

### Hugo
Um dos estudantes de Alto San Lorenzo. Hugo é o mais talentoso dançarino da escola, mesmo sendo o de uma estrela dos vídeos musicais de Marco Amore. Ele adora comida e Virginia era caidinha por ele.

### Marco Amore
O cantor que cantou em San Lorenzo, tem muitos fãs, sendo alguns, Marco, Lola, sua turma e Virginia. Lola faz parte do fã-clube dele.

### Leticia
Ex-amiga de Virginia. Rompeu sua amizade para além do episódio "San Lorenzo vs Colombo", onde sua aliança com com Virginia foi acabada devido à raça do cavalo vencedor, graças a Lola e Virginia. Virginia diz que mais tarde (tal como registrado por Haide sobre a câmera de vídeo de Lola) que ela não precisava mais de Leticia. É sempre a convidada VIP de Virginia mesmo não sendo amigas.

### Ana
Professora de San Lorenzo Alto.

## Dublagem Brasileira
- Lola: Luisa Palomanes
- Virginia: Miriam Ficher
- Charly: Charles Emmanuel
- Yukio: Thiago Farias
- Poppy: Iara Riça
- Haide: Christiane Monteiro
- Leticia: Flávia Saddy
- Suzie: Jéssica Marina
- Chuck: Manolo Rey

## Dobragem Portuguesa
- Susana João como Lola
- Teresa Sobral como Virgínia